# Calamoncosis magna
Calamoncosis magna är en tvåvingeart som beskrevs av Nartshuk 1992. Calamoncosis magna ingår i släktet Calamoncosis och familjen fritflugor.
Artens utbredningsområde är Vietnam. Inga underarter finns listade i Catalogue of Life.